# Gentiana lowryi
Gentiana lowryi là một loài thực vật có hoa trong họ Long đởm. Loài này được Hul mô tả khoa học đầu tiên năm 2002.